# Westland Wyvern
Westland Wyvern là một loại máy bay tiêm kích đa năng hoạt động trên tàu sân bay của Anh, do hãng Westland Aircraft chế tạo trong thập niên 1950.

## Biến thể

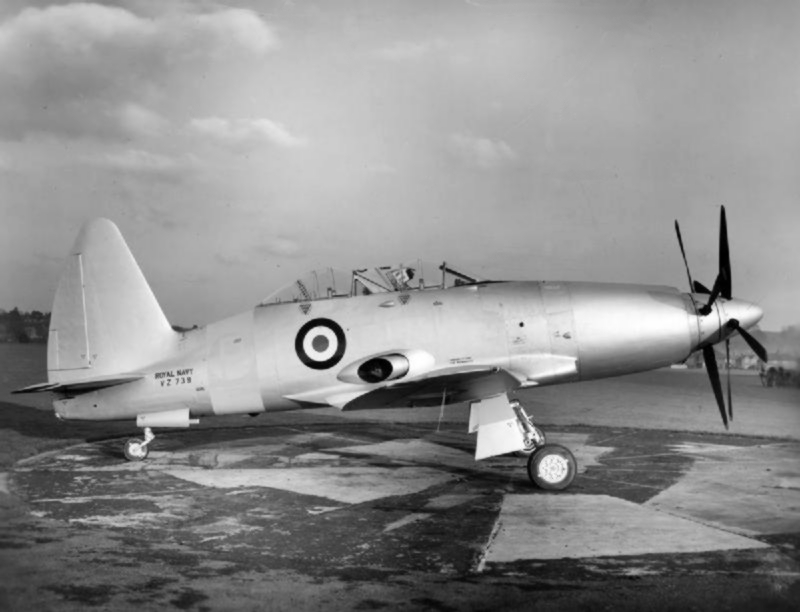
Wyvern T.3, 1950.

- W.34 Wyvern TF. Mk. 1
- W.35 Wyvern TF. Mk. 2
- W.38 Wyvern T. Mk. 3
- W.35 Wyvern TF. Mk. 4

## Quốc gia sử dụng
Anh Quốc
- Không quân Hải quân Hoàng gia[1]

## Tính năng kỹ chiến thuật (Wyvern S Mk 4)
Dữ liệu lấy từ Westland Aircraft since 1915
Đặc tính tổng quát
- Kíp lái: 1 (2 với phiên bản T Mk.3)
- Chiều dài: 42 ft 3 in (12,88 m)
- Sải cánh: 44 ft 0 in (13,41 m) (cánh gập 20 ft (6 m)
- Chiều cao: 15 ft 9 in (4,80 m) (cánh gập 20 ft (6 m)
- Diện tích cánh: 355 foot vuông (33,0 m2)
- Trọng lượng rỗng: 15.600 lb (7.076 kg)
- Trọng lượng có tải: 21.200 lb (9.616 kg)
- Trọng lượng cất cánh tối đa: 24.550 lb (11.136 kg)
- Động cơ: 1 × Rolls-Royce Eagle 22 , 2.690 hp (2.010 kW)   (TF Mk.1)
- Động cơ: 1 × Rolls-Royce Clyde , 4,000 hp (2,983 kW)   +1,550 lbf (0,007 kN) (TF Mk.2)
- Động cơ: 1 × Armstrong Siddeley A.S.P.3 Python , 3.560 hp (2.650 kW)  +1,100 lbf (0,005 kN) (T Mk.3, S. Mk.4)
- Cánh quạt: 8-lá ROTOL Airscrews, 13 ft (4,0 m) đường kính

Hiệu suất bay
- Vận tốc cực đại: 383 mph (616 km/h; 333 kn) trên mực nước biển, 380 mph (612 km/h) ở độ cao 10,000 ft (3 m)
- Tầm bay: 910 mi (791 nmi; 1.465 km)
- Trần bay: 28.000 ft (8.534 m)
- Vận tốc lên cao: 2.350 ft/min (11,9 m/s)
- Tải trên cánh: 60 lb/foot vuông (290 kg/m2)
- Công suất/khối lượng: 0,145 hp/lb

Vũ khí trang bị

- Súng: 4 pháo British Hispano Mk.V 20mm
- Rocket: 16 rocket RP-3
- Tên lửa: 1 ngư lôi Mk.15 hoặc Mk.17
- Bom: 3,000 lb (1 kg) bom hoặcthủy lôi